# Luitpoldhütte
Die Luitpoldhütte GmbH ist eine Gießerei im oberpfälzischen Amberg. Neben dem verbliebenen Rest der Maxhütte ist es das letzte größere Unternehmen der Schwerindustrie in der Region. Der Unternehmensname (Firma) bezieht sich auf den bayerischen Prinzregenten Luitpold von Bayern, zu dessen 90. Geburtstag die „Amberger Hütte“ in Luitpoldhütte umbenannt wurde.

## Geschichte

### Erzabbau um Amberg
Das Umland von Amberg war im Mittelalter ein wichtiges Zentrum des Eisenerzbergbaus und der Verhüttung. Eine erste Nennung des Erzabbaus geht bis auf das Jahr 1270 zurück. Das wichtigste Abbaugebiet, der Amberger Erzberg, war bis 1621 im Besitz der Stadt Amberg. In den Folgejahren gelang es den Landesherrn in München, immer mehr Einfluss zu nehmen, bis 1792 Amberg keinerlei Rechte mehr besaß. Mit der Verfassung von 1818 ging der Bergbau in den Besitz des Königreichs Bayern über.

### Beziehung zur Maxhütte
Die beginnende Industrialisierung Bayerns brachte eine rasant steigende Nachfrage nach Eisenerz mit sich. Im benachbarten Sulzbach-Rosenberg wurde 1853 die „Private Eisenwerk-Gesellschaft Maxhütte“ gegründet. Die beiden Gesellschaften sollten sich ergänzen, aber die Beziehung verlief alles andere als reibungslos. Zuerst stellte Amberg die Lieferungen ein, da lukrativere Angebote vorlagen, dann erschloss die Maxhütte eigene Eisenerz-Lagerstätten und kaufte nur noch zu Spitzenzeiten von Amberg. Die Abhängigkeit des Amberger Bergbaus von der Maxhütte zeigt sehr anschaulich das Geschäftsjahr 1879: 635 Tonnen an Erz wurden verkauft, noch zwei Jahre zuvor wurden allein an die Maxhütte 25.300 Tonnen geliefert.

### Amberger Hütte
Um sich aus der Abhängigkeit der Maxhütte zu lösen, wurden verschiedene Modelle diskutiert. Die Bayerische Regierung lehnte einen Verkauf des Bergbaus an die Maxhütte ab, vielmehr gab es sogar Pläne, eine eigene Stahlproduktion aufzubauen. Die Gesellschafter der Maxhütte setzten alles daran, genau dies zu verhindern und nach langen Diskussionen im Bayerischen Landtag wurde ein Mittelweg gefunden: Der Bau eines Hochofens in Amberg. 1882 erfolgte der erste Spatenstich, am 28. September 1883 floss das erste Roheisen. Dieser Tag gilt als Gründungsdatum der Amberger Hütte.
Die Geschäftsentwicklung der Amberger Hütte verlief in den Folgejahren sehr positiv und es wurden ergänzende Geschäftsbereiche aufgebaut. 1890 wurde eine Schlackenziegelei errichtet, 1899 eine Gaskraftanlage fertiggestellt und ab 1909 der Kalksteinbruch in Theuern erschlossen. 1908 wurde vom Landtag der Errichtung einer Rohr- und Handelsgießerei zugestimmt. Ein zweiter Hochofen wurde am 12. März 1911 in Betrieb genommen und die Amberger Hütte zu Ehren des Prinzregenten Luitpold in Luitpoldhütte umbenannt. Kurz vor Ausbruch des Ersten Weltkrieges wurde der dritte Hochofen angeblasen.
Ab 1915 wurde auf Kriegsproduktion umgestellt. Im Jahr 1918 war die Belegschaft auf 1200 Menschen angewachsen, darunter ungefähr 400 Frauen und weit über 500 Kriegsgefangene.

### Luitpoldhütte AG

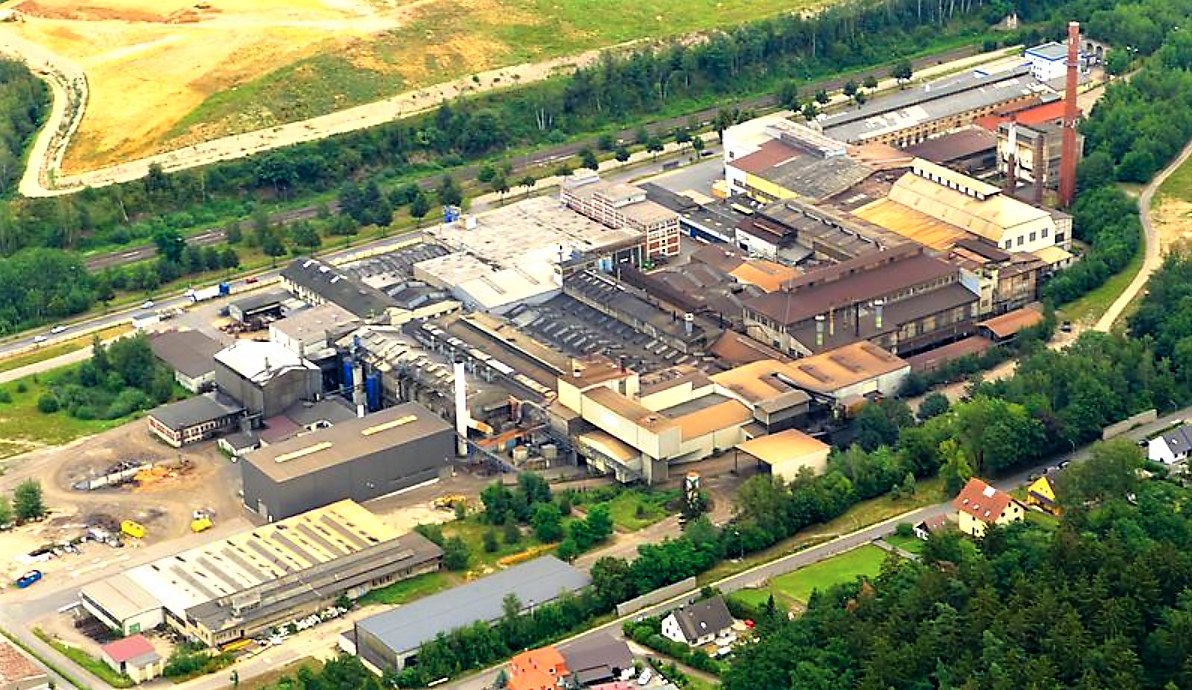
Luftbild Luitpoldhütte

Das politische Chaos und der wirtschaftliche Niedergang der Nachkriegszeit erfasste auch die Luitpoldhütte. In den 1920er Jahren kam es immer wieder zu Streiks und Protestmaßnahmen der Arbeiter. 1924 schloss die Betriebsleitung die Luitpoldhütte sogar für mehr als einen Monat.
1927 wurde die Luitpoldhütte, die bisher als Amt geführt wurde, in eine Aktiengesellschaft umgewandelt und in die neu gegründete Bayerische Berg-, Hütten und Salzwerke AG (BHS) eingebracht. Alleiniger Gesellschafter war der Freistaat Bayern.
Die Weltwirtschaftskrise führte auf der Luitpoldhütte zu weiteren Entlassungen. Erst 1937 erreichte die Luitpoldhütte wieder Belegschaftszahlen wie zuletzt am Ende des Ersten Weltkrieges. Während die deutsche Wirtschaft planmäßig auf Kriegswirtschaft getrimmt wurde, musste die BHS 1938 die Luitpoldhütte an die Reichswerke Hermann Göring Linz gegen 5,8 Millionen Reichsmark abtreten. Durch eine Umstrukturierung der Reichswerke wurde die Luitpoldhütte den Reichswerken Salzgitter zugeordnet.

### Kriegswirtschaft

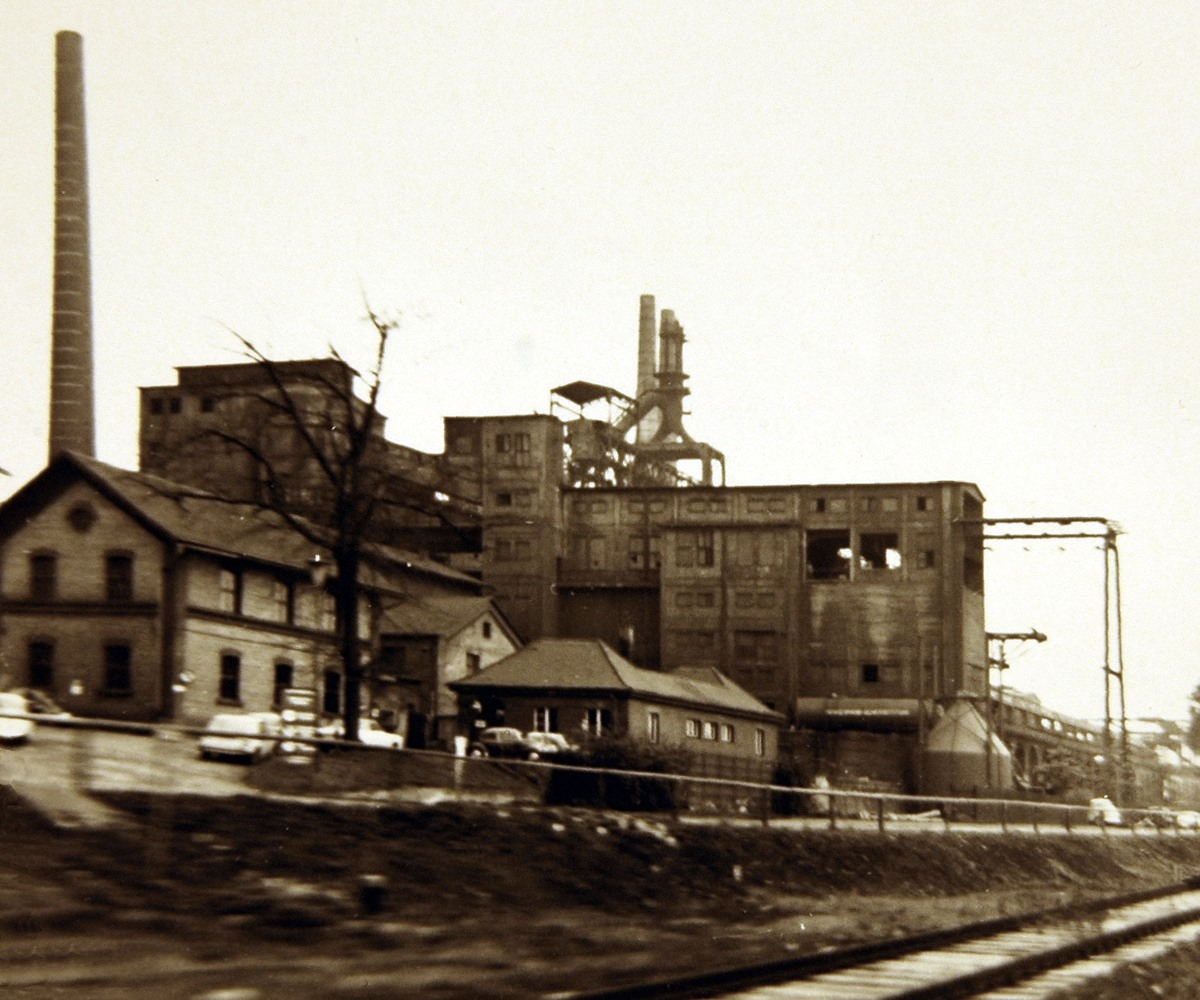
Hochofenanlage der Luitpoldhütte (1968)

Die Luitpoldhütte AG galt als kriegswichtig, obwohl sie keine direkten Rüstungsgüter herstellte. Das Unternehmen profitierte jedoch stark von der Einbindung in den Reichswerkeverbund. Gleichzeitig hatte es immer mehr mit Arbeitskräftemangel zu kämpfen. Die Lücke, die durch Einberufung von Arbeitern in die Wehrmacht entstand, sollten Zwangsarbeiter und Kriegsgefangener schließen. 1944 wurden von den über 2000 Beschäftigten 616 als Kriegsgefangene geführt, was in etwa der Zahl der eingezogenen Arbeiter entspricht. Am 14. April 1945 wurden die Werke der Luitpoldhütte bei Bombenangriffen stark beschädigt. Etwa 70 Beschäftigte verloren dabei ihr Leben.

### Nachkriegszeit und Neugründung
Die Betriebe der Luitpoldhütte standen zuerst unter amerikanischer Verwaltung und blieben von der Demontage verschont. Die BHS konnte die Hütte aus den Reichswerken herauslösen und 1952 erfolgte eine Neugründung der Luitpoldhütte AG mit anderer Gesellschafterstruktur. 74 Prozent hielt die bundeseigene Salzgitter AG, 26 Prozent der Freistaat Bayern. Mit dem Wirtschaftswunder zog auch die Nachfrage nach Eisenprodukten an. Doch schon in den frühen 1960er Jahren zeigten sich erste Schwächen. 1964 wurde der Erzabbau, 1968 der Hochofenbetrieb endgültig eingestellt. Zwischen 1964 und 1968 gingen 1000 der vormals 2300 Arbeitsplätze verloren. Die Luitpoldhütte beschränkte sich hauptsächlich auf die Handels- und Schleudergießerei.

### Häufige Besitzerwechsel
1970 wurden noch Gewinne erzielt und die Expansion, auch durch Zukauf von Unternehmen, vorangetrieben, doch schon zehn Jahre später stand die Luitpoldhütte vor dem Konkurs. Freistaat und Salzgitter AG mussten Kapital nachschießen.
Am 1. Oktober 1985 übernahm die Saarbrücker Halberghütte 51 Prozent der Aktien. Bis 1987 wurden über 300 Stellen gestrichen. 1988 wurde die Luitpoldhütte der neu gegründeten Halberg Guss GmbH zugeordnet. Diese wurde 1991 an die französische Valfond verkauft. Valfond erwarb 1994 auch noch die restlichen Anteile von der Salzgitter AG und veräußerte 1995 74 Prozent an Novaterra.
2002 waren Farina BV und Jean-Pierre Derimay die neuen Mehrheitsaktionäre; 2008 gingen die Aktien an die russische Agromash Holding. In der Folge gab es im Agromash-Konzern interne Veränderungen, so dass der derzeitige Mehrheitsaktionär CHAZ (Cheboksary Aggregate Works) ist. Der Anteil des Freistaates Bayern liegt seit 1952 unverändert bei 26 %. 
2012 war Anna Bolotina Aufsichtsratsvorsitzende der Luitpoldhütte AG.
2015 war das Unternehmen mehrere Monate in Insolvenz, und am 31. Dezember 2015 war die Zeit als Aktiengesellschaft beendet. 

### Luitpoldhütte GmbH
Seit dem 1. Januar 2016 ist die Luitpoldhütte eine GmbH und gehört zur OGEPAR-Gruppe. Aktueller Geschäftsführer ist Olivier Babilon.

## Positionierung
Die Luitpoldhütte GmbH gehört heute zu den leistungsfähigsten Gießereien in Europa für Klein- und Mittelserien bei Stückgewichten von 100 bis 1000 kg. Mit durchschnittlich 380 Mitarbeitern können pro Geschäftsjahr ein Produktionsvolumen von ca. 60.000 t und ein Umsatz von etwa 90 Millionen Euro erwirtschaftet werden. Das Unternehmen ist mit seinen Produkten in den Marktsegmenten Landmaschinenbau, Off-Highway-Fahrzeuge, Baumaschinen und Flurförderzeuge, Getriebebau, Dieselmotoren sowie Kälte- und Klimaanlagenbau (Kompressorengehäuse) vertreten.